# Kraftwerk Kneiding
Das Kraftwerk Kneiding ist ein Kleinwasserkraftwerk am Kößlbach, in Kneiding, Gemeinde Schardenberg in Oberösterreich, Bezirk Schärding. Es wurde von 1919 bis 1925 von der Passauer Elektrizitäts-AG errichtet und besitzt zwei Francis-Schachtturbinen, die bei einer Fallhöhe von 9,8 Meter drei Asynchrongeneratoren mit einer Leistung von 130 Kilowatt antrieben. Damals wurden im Jahr ca. 0,35 GWh erzeugt. Das Kraftwerk stand lange still, seit 2001 läuft die Renovierung und im November 2007 konnte es nach einwöchigem Aufstau wieder in Betrieb gehen.